# 래리 헤인즈
래리 헤인즈(Larry Haines, 1918년 8월 3일 ~ 2008년 7월 17일)는 미국의 배우, 영화배우, 텔레비전 배우이다.
마운트버넌에서 태어났다.

## 영화
- 세븐업 수사대 (1973년) - 맥스 캘리쉬 역
- 별난 커플 (1968년)